# Belgun (okręg Aluta)
Belgun – wieś w Rumunii, w okręgu Aluta, w gminie Bobicești. W 2011 roku liczyła 333 mieszkańców.